# Innsbruck
Innsbruck (indbyggertal: 119.249 i 2010) er en 800 år gammel by i det sydvestlige Østrig og hovedstad i delstaten Tyrol. Byen ligger ved floden Inn og er et vintersportssted.
Broen over Inn, som byen er opkaldt efter, gjorde i det 12. århundrede Innsbruck til en vigtig mellemstation på handelsruterne fra Italien og Schweiz til Tyskland. Byen har mange gamle bygninger som franciskanskerkirken og fyrsteboligen fra det 15. århundrede med den berømte balkon og det gyldne tag.
De olympiske vinterlege har to gange været afholdt i Innsbruck; i 1964 og i 1976.

## Ekstern henvisning
- Byens officielle hjemmeside
- Information about the ski-region near Innsbruck
- Information about infrastructure and ski area of Insbruck